# كانديس مورغان
كانديس مورغان (بالإنجليزية: Candice Morgan)‏ هي متسابقة ملكة الجمال جنوب أفريقية، ولدت في 27 ديسمبر 1980 في Lenasia ‏ في جنوب أفريقيا.